# Pierre Barthes
Pierre Barthes, född 13 september 1941 i Beziers, Frankrike är en fransk högerhänt tidigare professionell tennisspelare. 

## Tenniskarriären
Pierre Barthes var en av åtta amatörspelare som 1968 kontrakterades av Lamar Hunt för professionellt spel på den nybildade WCT-touren. De övriga sju spelarna var Tony Roche, John Newcombe, Nikola Pilić, Roger Taylor, Cliff Drysdale, Dennis Ralston och Butch Buchholz. De åtta kallades skämtsamt i spelarkretsar för "the Handsome Eight" (se för övrigt WCT).
Som professionell spelare var Barthes måttligt framgångsrik. Han vann inga singeltitlar, men deltog i fem finaler. Som bäst rankades han på 57 plats i singel (maj 1974). Han var mer framgångsrik i dubbel där han vann fem titlar som ATP-proffs, däribland en Grand Slam-titel. 
Barthes främsta merit är dubbeltiteln i US Open som han vann 1970 tillsammans med proffskollegan Pilic genom finalseger över australierna Roy Emerson/Rod Laver (6-3, 7-6, 4-6, 7-6).
Pierre Barthes deltog i det franska Davis Cup-laget säsongerna 1964-65 och 1971-74. Han spelade totalt 33 matcher  (23 av dessa i singel) av vilka han vann 19 (14 i singel). Störst framgång hade det franska laget 1964 då man nådde europafinal. Denna spelades i Båstad mot ett lag från Sverige som vann mötet med 4-1 i matcher. Barthes förlorade båda sina singelmatcher mot Ulf Schmidt (2-6 4-6 8-6 2-6) och Jan-Erik Lundqvist (8-6 1-6 3-6 5-7). Som DC-spelare noterade Barthes annars segrar över spelare som Tom Okker, Ove Bengtson och Nikola Pilić

## Grand Slam-titlar
- US Open
  - Dubbel - 1970 (Med Nikola Pilic)

## Övriga dubbeltitlar
- 1973 - Vancouver WCT
- 1972 - Paris inomhus
- 1971 - Palermo, Catania